# Eriachne melicacea
Eriachne melicacea là một loài thực vật có hoa trong họ Hòa thảo. Loài này được F.Muell. mô tả khoa học đầu tiên năm 1866.